# Таави Ръйвас
Таави Ръйвас (на естонски: Taavi Rõivas) е естонски политик, министър-председател на Естония от 26 март 2014 г. до 9 ноември 2016 г.

## Биография
Таави Ръйвас е роден на 26 септември 1979 г. в Талин, Естония.